# Almerico Ribera
Almerico Ribera (Napoli, 7 marzo 1877 – 1967) è stato un enciclopedista italiano.

## Biografia
Diresse la monumentale Enciclopedia biografica e bibliografica italiana, di cui furono pubblicati ventuno volumi sui cento previsti dall'Istituto editoriale italiano Bernardo Carlo Tosi (1936-1947).
Scrisse vari libri e articoli usando lo pseudonimo Corrado Argegni.